# Acantholycosa sundukovi
Acantholycosa sundukovi is een spinnensoort in de taxonomische indeling van de wolfspinnen (Lycosidae).
Het dier behoort tot het geslacht Acantholycosa. De wetenschappelijke naam van de soort werd voor het eerst geldig gepubliceerd in 2004 door Yuri M. Marusik, Azarkina & Koponen.